# Amastus hampsoni
Amastus hampsoni là một loài bướm đêm thuộc phân họ Arctiinae, họ Erebidae.